# Lampas
 (décembre 2011).
Si vous disposez d'ouvrages ou d'articles de référence ou si vous connaissez des sites web de qualité traitant du thème abordé ici, merci de compléter l'article en donnant les références utiles à sa vérifiabilité et en les liant à la section « Notes et références ».

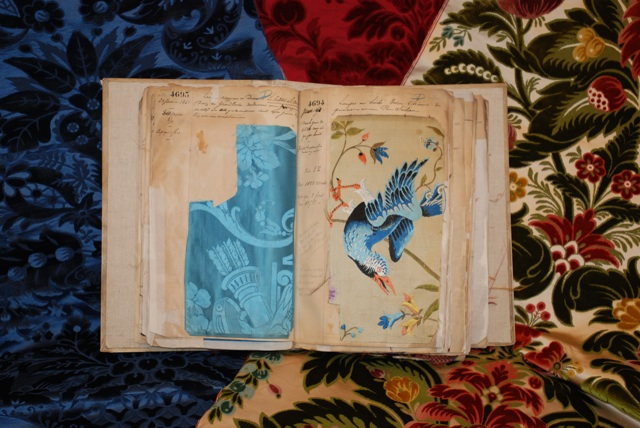
Manufacture Prelle, livre année 1861, patron no 4694, lampas nué broché.

Le lampas est une étoffe assemblant des fils de soie, et souvent d'or et d'argent, dont les motifs sont en relief.
D'origine contestée, ce nom pourrait venir de laba, labba, « morceau d'étoffe », en francique.
Cette étoffe somptueuse est façonnée sur des métiers à la tire.
Au début du Moyen Âge, le lampas faisait partie des cinq types de tissages fondamentaux des arts textiles byzantins, avec la toile simple, le serge, le damas et la tapisserie. On l'a aussi supposé  originaire de Chine ou de Perse. Les Byzantins détenaient le monopole de la production de la soie dans le monde méditerranéen durant la première moitié du Moyen Âge. Ensuite, du fait du déclin de l'Empire byzantin, la technique se répandis largement en Europe et au Moyen-Orient dans la seconde partie du Moyen Âge en même temps que la production de la soie. Il est connu en Europe occidentale depuis au moins le Xe siècle, en commençant par l'Italie.
Elle a été étudiée à partir du XVIIIe siècle seulement[réf. nécessaire].
Le lampas est un cousin germain du damas, dont la particularité est l'emploi de deux chaînes ayant deux structures distinctes, une pour le décor à dominante trame, et une pour le fond de satin, à dominante chaîne de liage.
Le lampas était très répandu en France sous Louis XV.

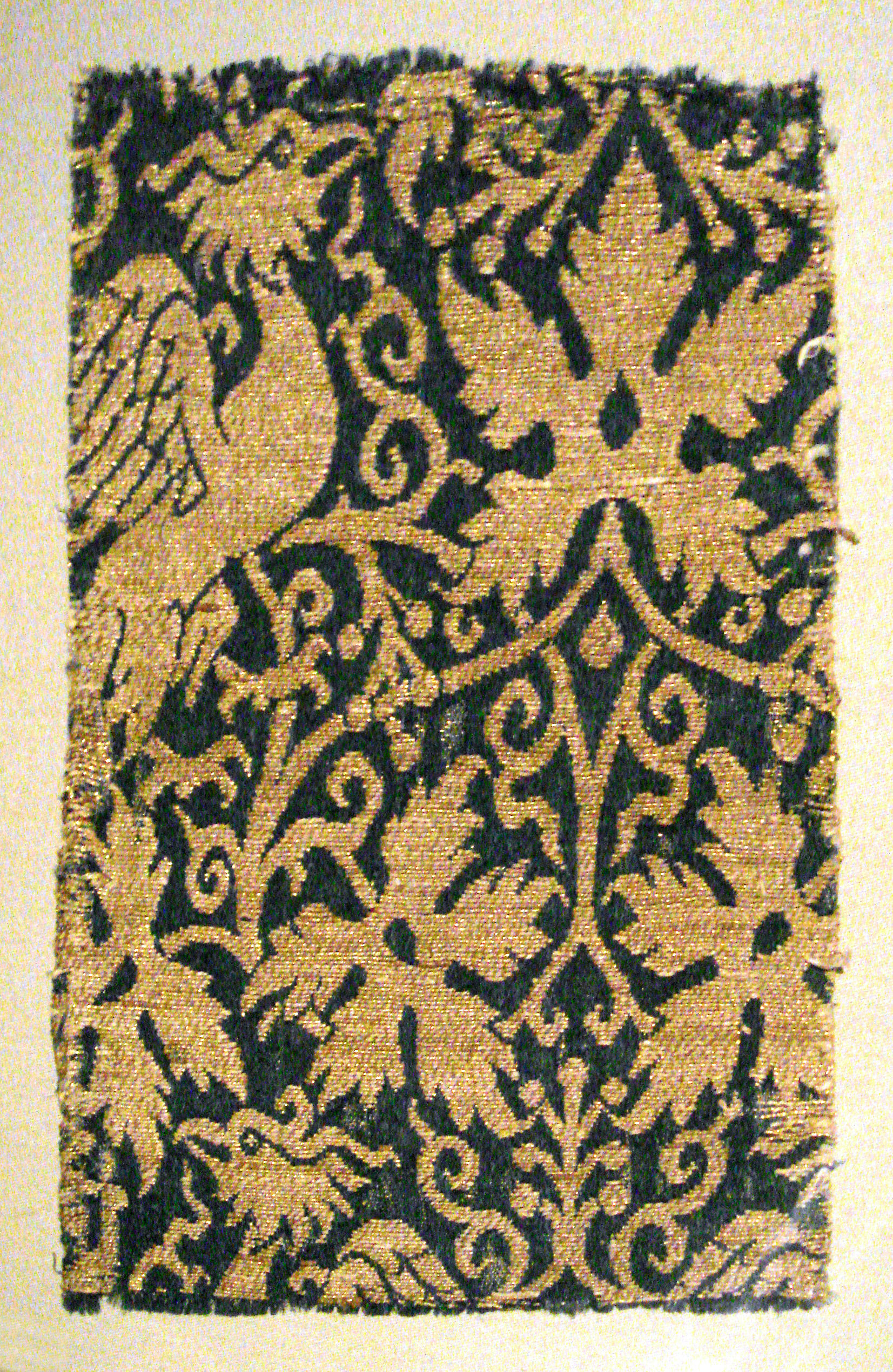
Lampas à motif de phénix, Iran ou Irak, XIVe siècle.
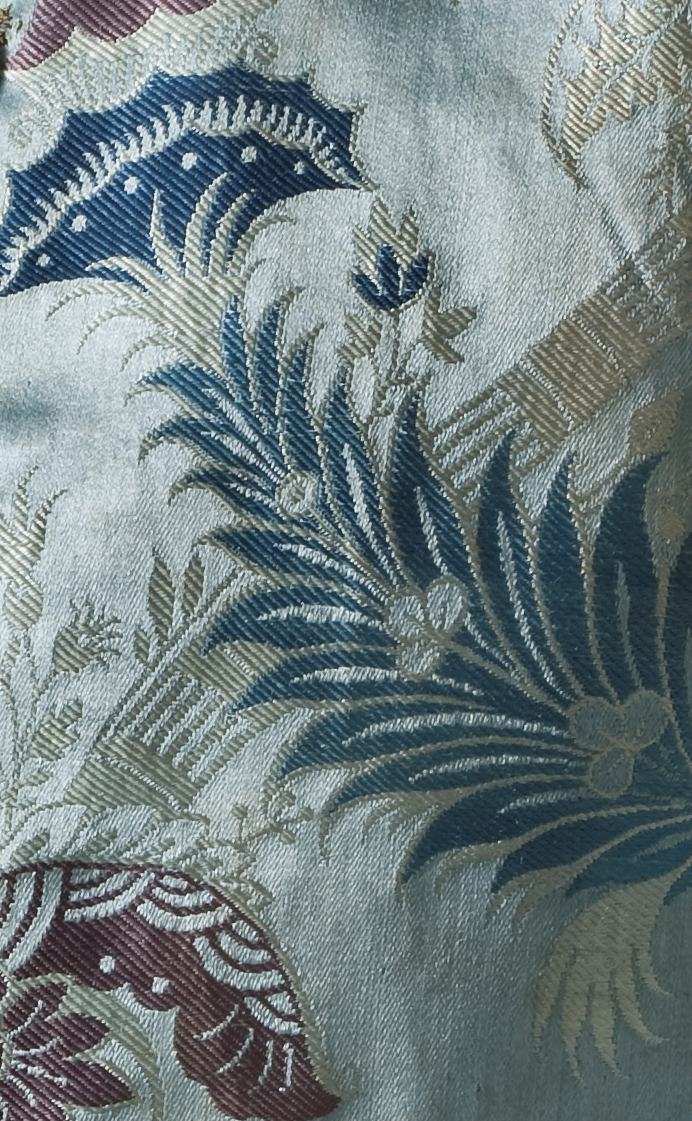
Détail d'un motif de lampas sur un habit d'homme, France, vers 1715.
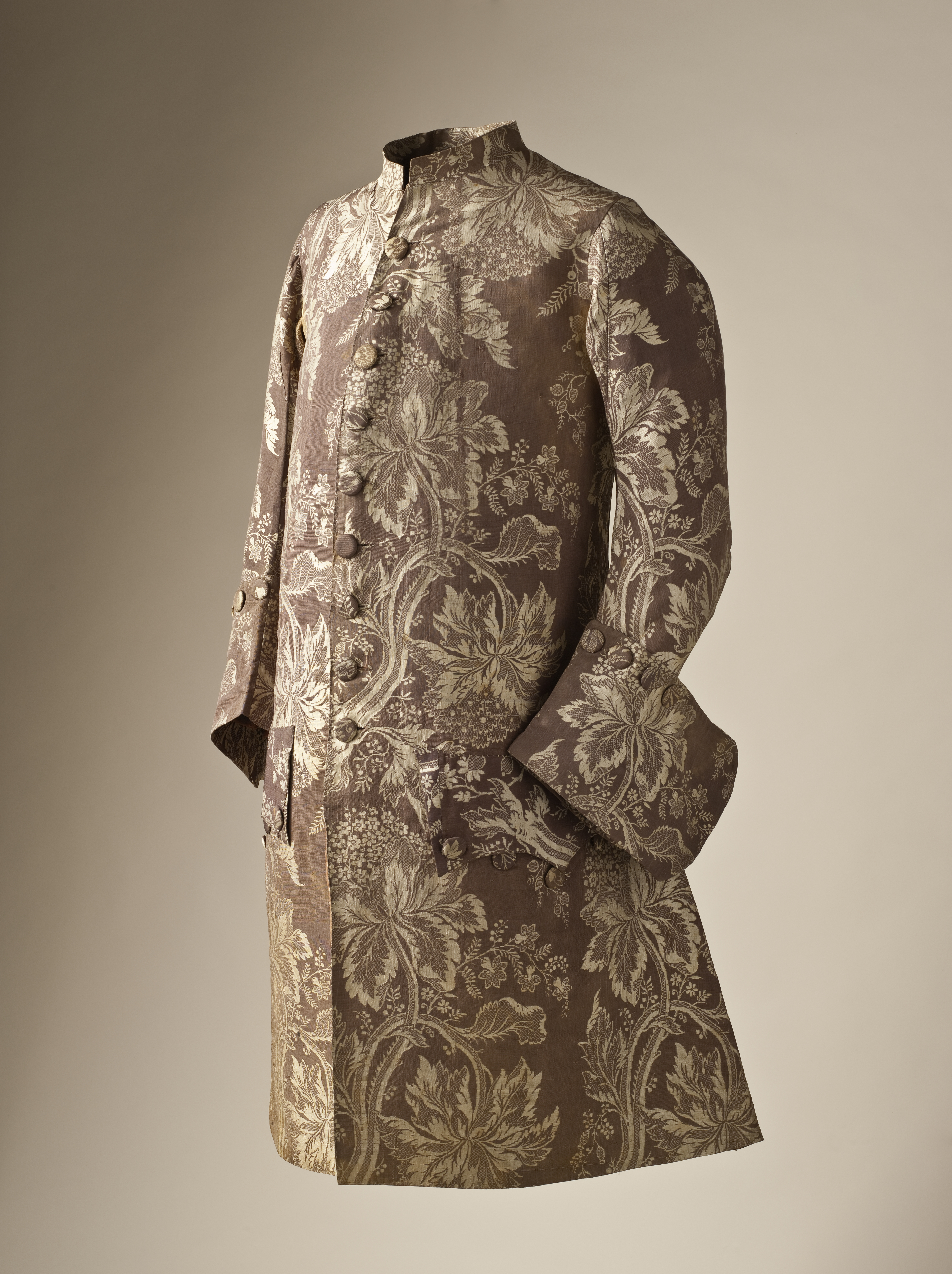
Lampas sur habit d'homme, France, 1745-1750.
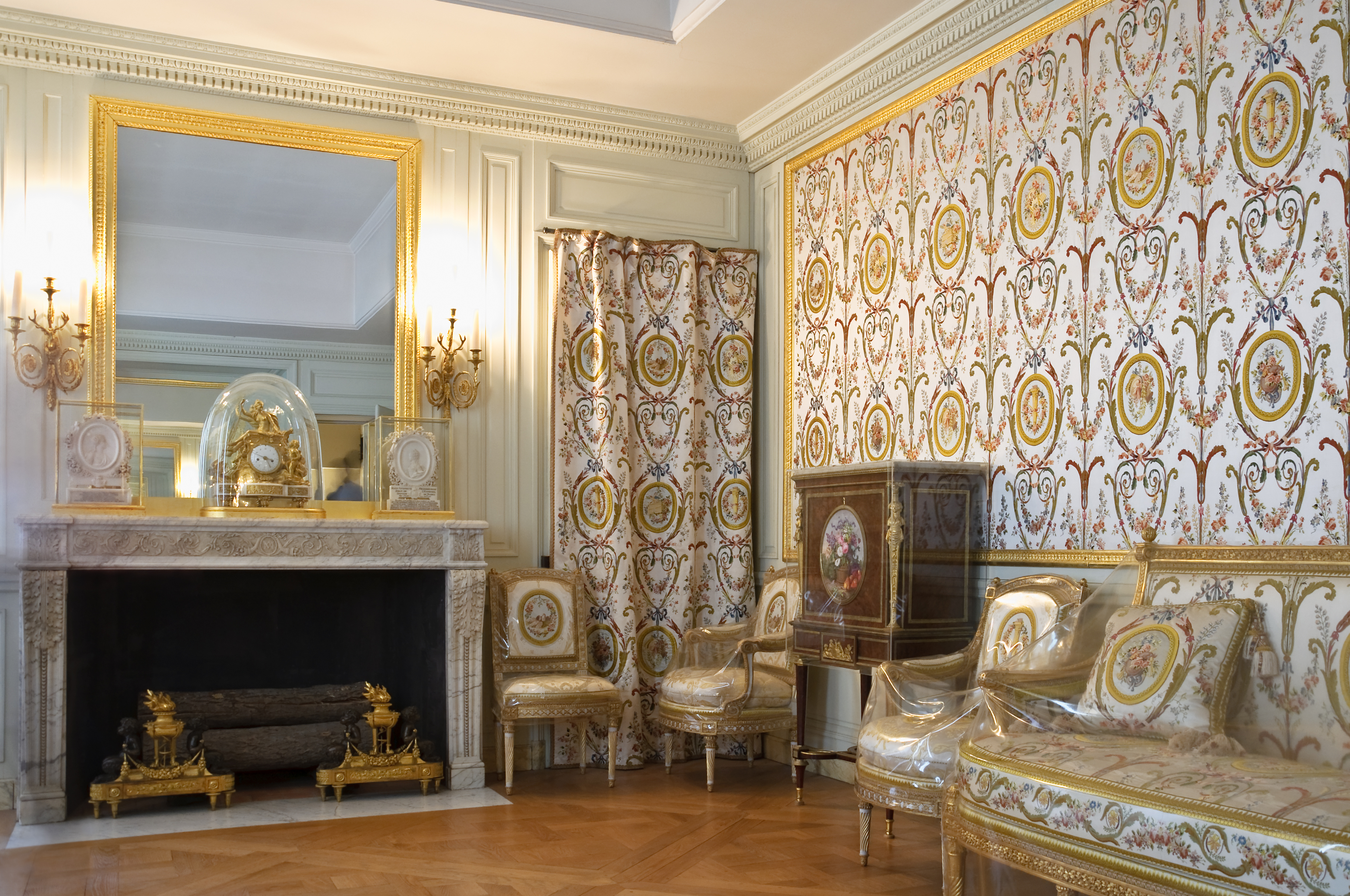
Lampas à fond satin « en velouté et soie nuée », cabinet du billard du petit appartement de la Reine au château de Versailles.